# Eugenia din Roma
Sfânta Eugenia (n.  ?, Roma, Italia – d. 25 decembrie 262 d.Hr., Roma, Imperiul Roman) a fost o martiră romană creștină timpurie, care este sărbătorită pe 25 decembrie în Biserica Romano-Catolică, pe 24 decembrie (6 ianuarie, de credincioșii pe stil vechi) în Biserica Ortodoxă Răsăriteană și pe 23 ianuarie în Biserica Apostolică Armeană. Povestea vieții ei este inclusă în Legenda aurea.

## Legendă
Eugenia s-a născut, conform tradiției, la Roma în secolul al III-lea într-o familie arisocratică. Tatăl ei, Filip, a fost numit prefect al cetății Alexandria și guvernator al provinciei Egipt. A dobândit o educație aleasă și urma să fie dată de soție unui tânăr aristocrat roman.
A intrat în contact cu scrierile teologice ale Sfântului Apostol Pavel și s-a convertit la creștinism, în timpul persecuției anticreștine a împăratului Valerian (253-259). A fugit de acasă și după ce și-a tuns părul și s-a îmbrăcat în haine bărbătești a intrat într-o mănăstire creștină, împreună cu slujitorii fameni Protan și Iachint, pretinzând că este famen (eunuc) și că se numește Eugeniu. Acolo a fost botezată de Helenus, episcop de Heliopolis. „Tânărul” Eugeniu a dus o viață ascetică la mănăstire și a fost foarte apreciat pentru virtuțile creștine dovedite, iar astfel, la moartea egumenului, călugării l-au ales ca stareț.
Faima virtuților egumenului „Eugeniu” au devenit cunoscute în zona Alexandriei, iar numeroși creștini au început să vină la mănăstire pentru a primi sfaturi și ajutor. Potrivit tradiției, o femeie pe nume Melantia care a fost vindecată de o boală s-a îndrăgostit de „egumen” și, fiindu-i refuzate avansurile sexuale, l-a denunțat pe „Eugeniu” că a încercat să o necinstească. Ca urmare, Eugenia a fost arestată și întemnițată, urmând a fi judecată chiar de tatăl ei. Identitatea ei feminină a fost dezvăluită în cursul cercetărilor, iar tatăl ei a eliberat-o din închisoare. Prefectul Filip s-a convertit la creștinism și a fost ales curând episcop al Alexandriei, fiind ulterior executat de noul prefect din ordinul împăratului. După moartea tatălui, Eugenia și familia ei s-au întors la Roma, unde ea a convertit la creștinism multe fecioare. Vestea acestor convertiri a fost aflată de împărat, care a dispus arestarea și executarea creștinilor. Protan și Iachint au fost decapitați pe 11 septembrie 258. Potrivit legendei, Hristos i-a apărut în vis Eugeniei și i-a spus că va muri în sărbătoarea Nașterii Domnului. Ea a fost decapitată pe 25 decembrie 258.

## Moaștele Sfintei Eugenia

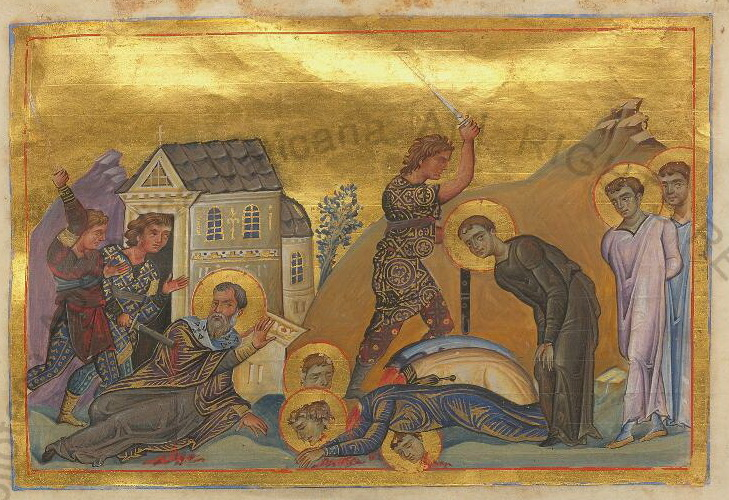
Martiriul Eugeniei și a altor creștini

Într-un mic sat numit Santa Eugénia din nordul Portugaliei există o biserică în care se află o icoană a Sfintei Eugenia, îmbrăcată în veșmintele bărbătești din epoca romană. O legendă locală afirmă că Sfântă Eugenia a trecut prin satul Moure din această zonă pe un drum roman aflat în apropiere. Există, de asemenea, un mormânt datând din anul 1000 d.Hr. pe un deal din orașul portughez Barcelos, pe care scrie că este „mormântul Sfintei Eugenia”. Este posibil ca acest mormânt să fie mormântul Sfintei Eugenia. Moaștele unor sfinți au fost transportate de călugări în Evul Mediu de la Roma către zonele îndepărtate ale Europei. Patrick J. Geary, în lucrarea sa Furta Sacra, afirmă că „în 5 aprilie 838 un călugăr pe nume Felix a apărut la Fulda cu relicvele sfinților Corneliu, Calixt, Agapet, Gheorghe, Vincențiu, Maxim, Cecilia, Eugenia, Digna, Emerita și Columbana”.

## Legături externe
- The Life and Martyrdom of St. Eugenia, Virgin and Martyr of the Christian Church
- St. Eugenia of Rome Arhivat în 9 martie 2021, la Wayback Machine. (St Luke's Orthodox Church)
- Icon of Saint Eugenia Arhivat în 23 februarie 2022, la Wayback Machine.
- Catholic Online
- Catholic Forum: Saint Eugenia
- Here Begin the Lives of SS. Prothus, Jacinctus, and Eugenia from Caxton's translation of the Golden Legend
- Saint Eugenia at the Christian Iconography web site